# 監管之人誰監管？
""是一句拉丁文諺語，通常被认为出自古罗马诗人尤维纳利斯的讽刺作品《Satire VI》段落 347章8節，直译作「谁来监督监督者？」或「谁来把守守卫者？」，通譯作「監管之人誰監管？」。在现代的用法中，它的出现经常伴随有柏拉图政治哲学或者政治腐败等的问题，但是现在没有已知连接到柏拉图或者政治理论的原始来源。

## 原文
这句话通常是以拉丁语来引述，原文来自1至2世纪罗马讽刺作家尤维纳利斯的讽刺诗集。然而，这句话具有普遍的现代用法，时常运用于例如暴虐专政、失控的压迫性獨裁以及警察或司法的腐败和逾矩等的场合。在尤维纳利斯原诗内容中，是指当执法人员（custodes）腐败时，对妇女实施道德行为是不可能的（亦即可能也会对妇女实施不道德的行为）（《Satire》6.346–348）：
| 拉丁語：-{ audio quid ueteres olim moneatis amici, "pone seram, cohibe." sed quis custodiet ipsos custodes? cauta est et ab illis incipit uxor.}- | 英語：-{ I hear always the admonishment of my friends: "Bolt her in, constrain her!" But who will guard the guardians? The wife plans ahead and begins with them.}- | 中文： 我总是听到朋友训诫道： “关起她，绑起她！”但谁来防卫 卫兵？夫人计划同他们一起开始。 |

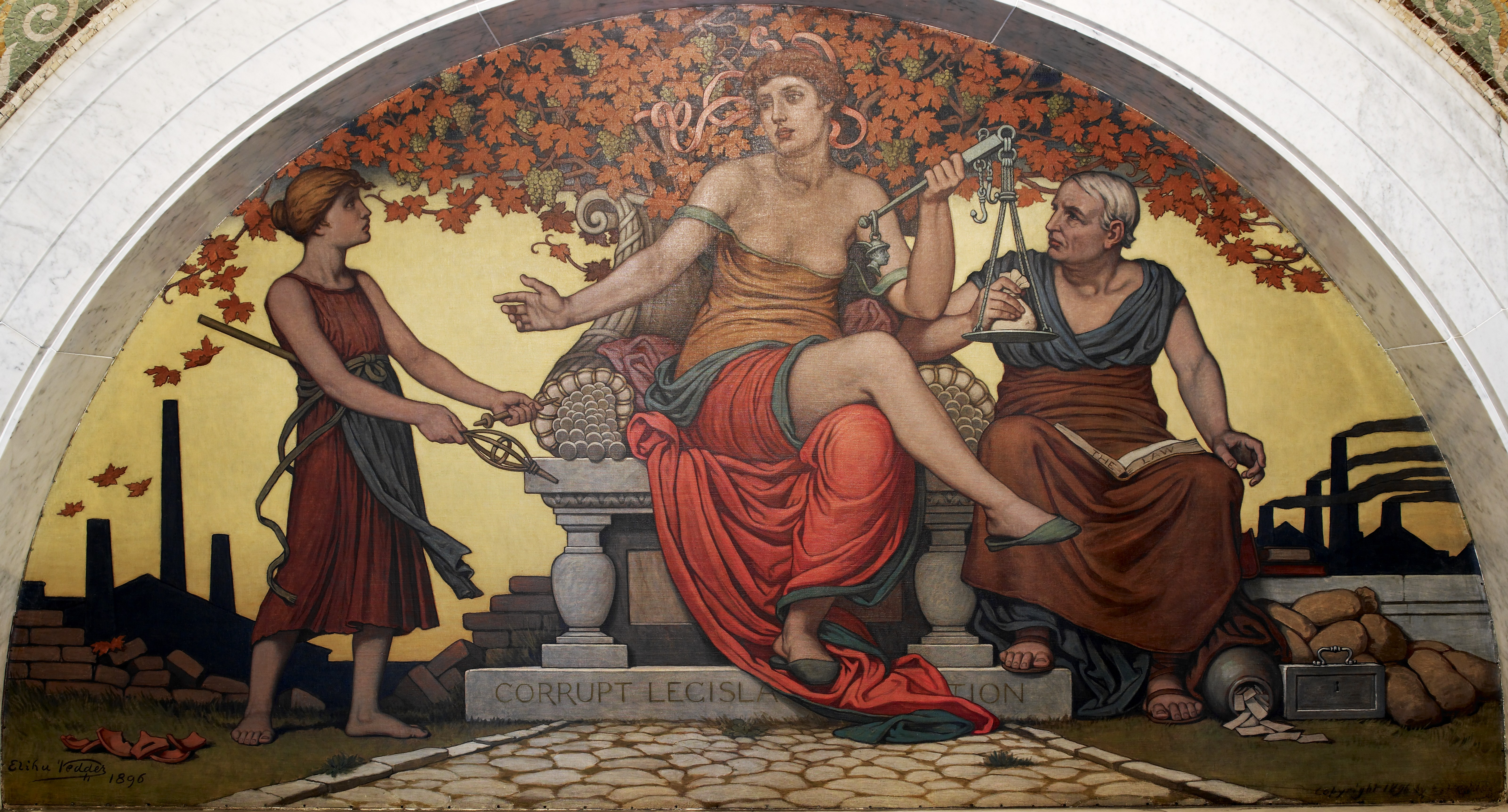
华盛顿特区国会图书馆托马斯杰斐逊大楼主阅览室的大厅主要人物坐在基座上，上面写着“腐败的立法”。 艺术家的签名日期为 1896 年。

然而，现代的校订者将这三行文字看作是后人插入到原文中的添写。1899年一个牛津大学E.O. Winstedt的本科生发现一份含有据信是曾被从尤维纳利斯诗作的其他文字中删去34行文字的手稿（现在被称为O，牛津（Oxoniensis）的O）。针对这份手稿的争论一直在持续中，但即使这首诗不是出自尤维纳利斯，因为原句相同，也依然是保留了句子“Quis custodiet ipsos custodes？”的原始内容。如果是這樣，原始的內容如下（O 29-33）：
| 拉丁語：-{ … noui consilia et ueteres quaecumque monetis amici, "pone seram, cohibes." sed quis custodiet ipsos— custodes? qui nunc lasciuae furta puellae hac mercede silent crimen commune tacetur.}- | 英語：-{ … I know the plan that my friends always advise me to adopt: "Bolt her in, constrain her!" But who can watch the watchmen? They keep quiet about the girl's secrets and get her as their payment; everyone hushes it up.}- | 中文： … 我知道 那个我朋友一直建议我去采纳的计划： “把她关起来，把她绑起来！”但是谁能看守 看守者？他们对女孩的秘密保持沉默， 以得到她作为给他们的报答，每个人都保持沉默。 |

## 历史
这段引文常被讹传为出自柏拉图的《理想国》。然而，在《理想国》中没有与之相同或者意思相近的句子。这句谚语通常引用于“如何确保被委托监视着国家利益的人，能忠实履行其职责”等方面的问题。在理想国中，一个公认的完美的社会是由苏格拉底式对话中的主角苏格拉底所描绘出来的。苏格拉底提出一种监护人阶级（哲人王）来保护这个社会，《讽刺诗集》中的”custodes“（守望者），往往与被理解为柏拉图式的监护人（希腊语：phylakes）并存。
苏格拉底对这个问题的答案是：在本质上，监护者通过欺骗来使监护者本身来自我防护，这种欺骗在英文中常称“高贵的谎言”。
2007年里奥尼德·赫维克兹在他获得诺贝尔经济学奖时的演讲时指出，苏格拉底在《理想国》中的对话者之一格老孔甚至曾说过“守卫者（意指卫队）竟应该需要守卫（意指针对卫队的哨兵），这太荒唐了！”

## 现代引用
在美国作家丹·布朗的首部出版小说中，故事关键人物远诚友加所带的戒指上刻有此句。
在英国作家的阿道司·赫胥黎非小说续集《重返美丽新世界》中，曾提到此句。